# 阿曼—美国关系
阿曼 - 美国关系是阿曼与美国之间的双边关系。美国与阿曼的关系可以追溯到200年前，早在1790年，美国商船就在阿曼进行港口通商。阿曼是第一个承认美国的阿拉伯国家，并且于1841年派遣特使。

## 历史
在美国独立初期，美国与阿曼苏丹国建立了贸易关系。 两国第一个友好和商业条约于1833年9月21日在马斯喀特由Edmund Roberts和Said bin Sultan签署。 该条约是美国第一个与波斯湾独立的阿拉伯国家达成的协议。 这项初步条约被1958年12月20日在塞拉莱签署的“友好，经济关系和领事权利条约”所取代。
从1880年到1915年，美国在马斯喀特拥有一个领事馆。此后，美国在阿曼的利益由驻扎在其他国家的美国外交官处理。 1972年，美国驻科威特大使也被任命为美国第一任驻阿曼大使，美国大使馆开放。 1974年7月，阿曼第一位常驻美国大使上任。阿曼驻美大使馆于1973年在华盛顿特区开放。
1980年，两个重要协议的缔结加深了美国与阿曼的关系。 其中一个是美国军队在商定的条件下可以使用阿曼的军事设施。 另一项协议设立了位于马斯喀特的经济技术合作联合委员会，为阿曼提供美国经济援助，这个联合委员会一直存在到1990年代中期。 还有一个和平队的计划，主要在卫生和教育领域协助阿曼，于1973年开始实施，并于1983年逐步取消。美國聯邦航空總署的一个小组与阿曼的民航局在可偿还的基础上合作，但在1992年被逐步淘汰。
2005年3月，美国开始和阿曼进行自由贸易协定谈判，最终自由贸易协定于2006年1月19日签署，正在等待实施。
1974年和1983年4月，阿曼苏丹卡布斯对美国进行了国事访问。 副总统乔治·H·布什于1984年和1986年访问了阿曼，克林顿总统于2000年3月短暂访问了阿曼。副总统迪克·切尼于2002年，2005年和2006年访问了阿曼。